# Folwarki (Żory)
Folwarki (niem. Vorbriegen)  – część miasta Żor o charakterze podmiejskim, położona na północny zachód od centrum miasta, w rejonie ulicy Reja. Wraz z Rowniem tworzy dzielnicę Rowień-Folwarki.

## Historia
Folwarki to dawna wieś i obszar dworski. Według spisu ludności z 1 grudnia 1910 roku na Folwarkach mieszkało 175 osób, w tym i 70 Polaków i dwóch Niemców. Pod względem administracyjnym stanowiły one gminę jednostkową i obszar dworski w powiecie rybnickim, od 1922 w woj. śląskim. 1 października 1924 zniesiono obszary dworskie na obszarze województwa śląskiego, w związku z czym obszar dworski Folwarki podzielono i włączono do gmin jednostkowych Folwarki i Rowień.
Podczas II wojny światowej włączone do III Rzeszy, gdzie Niemcy utworzyli 23 lipca 1941 zbiorową gminę Folwarki (Vorbriegen) składającą się z dotychczasowych gmin jednostkowych Baranowitz (Baranowice), Eichendorf (Skrzeczkowice), Klischczow (Kleszczów), Oschin (Osiny), Rogoisna (Rogoźna), Rowin (Rowień) i Vorbriegen (Folwarki). 13 kwietnia 1943 gminę Folwarki  (Vorbriegen) przekształcono w gminę Rowień (Rowin), przyłączając do niej Gottartowitz  (Gotartowice) z gminy Chwałowice (Chwallowitz), lecz odłączając od niej a) Baranowice, Kleszczów, Osiny i Rogoźnę, które utworzyły gminę Baranowice oraz b) Skrzeczkowice, które weszły w skład nowo utworzonej gminy Świerklany Dolne (Nieder Schwirklan).
Po wojnie anulowano zmiany administracyjne wprowadzone przez okupanta. 1 grudnia 1945 władze polskie zniosły gminy jednostkowe na terenie województwa śląskiego, zastępując je gminami zbiorowymi. Przedwojenną gminę jednostkową Folwarki przekształcono w gromadę, która weszła w skład nowej zbiorowej gminy Boguszowice w powiecie rybnickim
Jesienią 1954 roku zniesino w Polsce gminy, zastępując je gromadami, przez co Folwarki weszły w skład nowej gromady Rowień. 31 grudnia 1961 gromadę Rowień zniesiono, a jej obszar włączono do gromady Gotartowice w tymże powiecie, która przetrwała do końca 1972 roku, czyli do kolejnej reformy gminnej.
1 stycznia 1973 Folwarki weszły w skład nowo utworzonej zbiorowej gminy Baranowice. 27 maja 1975 gminę Baranowice zniesiono, włączając jej cały obszar (z Folwarkami) do Żor.